# تفجيرات كربلاء (نيسان 2007)
تفجيرات كربلاء هي تفجيرات وقعت في كربلاء يوم 14 نيسان و28 نيسان 2007 استهدف زائرين عراقيين وأجانب بواسطة سيارة مفخخة خلفت مئات القتلى والجرحى.

## تفاصيل
في يوم 14 نيسان انفجرت سيارة مفخخة أدت إلى مقتل 42 شخص ويوم 28 نيسان فجر أنتحاري سيارته على بعد 200 متر من باب مرقد الامام العباس بن علي أدى إلى مقتل 60 شخص وأصابة 178 وهاجمت جماهير من أهالي كربلاء منزل المحافظ على خلفية الانفجارات. وأعلنت وزارة الداخلية عن تشكيل لجنة تحقيق على خلفية الانفجارات.

## ردود أفعال
- استنكر الممثل الخاص للأمين العام في العراق، أشرف قاضي، بأشد العبارات تفجيرات كربلاء وجسر الجادرية والتي وقعت في بغداد يوم السبت المصادف 14 نيسان/أبريل وحي العطيفية، الأحد، 15 نيسان/أبريل، التي أدت إلى مقتل وجرح أكثر من مائتين من المدنين الأبرياء.[3]
- هيئة علماء المسلمين : أدانت هيئة علماء المسلمين، الهجوم «الإرهابي» الذي استهدف مدينة كربلاء السبت محملة قوات الاحتلال والحكومة العراقية المسؤولية عنه.[4]